# Pungluang Sor Singyu
Pungluang Sor Singyu (thailändisch ผึ้งหลวง ส.สิงห์อยู่; * 16. April 1988 in der Provinz Uthai Thani, Thailand als Panya Utok, ปัญญา อุทก) ist ein thailändischer Profiboxer und zweifacher Weltmeister (auch aktueller Weltmeister) der WBO im Bantamgewicht.

## Profikarriere
Pungluang gab sein Debüt bei den Profis bereits im Alter von 16 Jahren und gewann durch K. o. in der 3. Runde. Zwei Jahre später wurde er Jugendweltmeister des Verbandes WBC. Diesen Gürtel verteidigte er mehrere Male; verlor ihn jedoch am 9. Mai 2009 an den Belgier Stephane Jamoye durch eine hauchdünne Punktentscheidung.
Im selben Jahr errang er den WBO Asia Pacific Youth Title, den er mehrmals verteidigen konnte. 2011 durfte er um die Interimsweltmeisterschaft boxen und siegte. Im Jahr darauf eroberte er den vakanten WBO-Weltmeistertitel, als er den Philippinen A. J. Banal (Bilanz 28-1-1-)  durch technischen Knockout in der 9. Runde schlug. Diesen Gürtel verlor er bereits in seiner ersten Titelverteidigung am 2. März 2013 durch Punktniederlage an den ungeschlagenen Paulus Ambunda (Bilanz 19-0-0).
Pungluang gewann noch im selben Jahr den internationalen Titel der WBO und verteidigte ihn auch zweimal. 2014, im darauffolgenden Jahr, boxte er gegen Tomoki Kameda um den WBO-Weltmeistergürtel. Kameda schlug ihn in der 7. Runde K. o. Somit konnte Sor Singyu nicht zum zweiten Mal den Weltmeistertitel der WBO erringen. Dies gelang ihm aber durch einen schweren K.-o.-Sieg in Runde 2 gegen den Japaner Ryo Akaho (Bilanz 26-1-2) dafür im Jahr darauf.